# Liste der Kulturdenkmäler in Mettendorf (Eifel)
In der Liste der Kulturdenkmäler in Mettendorf sind alle Kulturdenkmäler der rheinland-pfälzischen Ortsgemeinde Mettendorf aufgeführt. Grundlage ist die Denkmalliste des Landes Rheinland-Pfalz (Stand: 27. Juni 2022).

## Einzeldenkmäler
| Bezeichnung                           | Lage                                         | Baujahr                            | Beschreibung | Bild                                    |
| ------------------------------------- | -------------------------------------------- | ---------------------------------- | --- | --------------------------------------- |
| Wegekreuz                             | Enztalstraße, am Neuen Friedhof Lage         | 1845                               | Wegekreuz, antikisierender Sockel, gotisierendes Gusseisenkreuz, bezeichnet 1845 | BW                                      |
| Hofanlage                             | Enztalstraße 52 Lage                         | 1822                               | Dreiseithof; stattliches Wohnhaus mit fünfachsigem Wohnteil und dreiachsigem Backhaus mit Altenteil, bezeichnet 1822, Scheune bezeichnet 1786, Stallgebäude; an der Hofmauer Schaftkreuz, ehemals angeblich bezeichnet 1642 | BW                                      |
| Hofanlage                             | Fausenburg 3/5 Lage                          | zweite Hälfte des 18. Jahrhunderts | Zweiseithof; Nr. 5 Wohnhaus, zweite Hälfte des 18. Jahrhunderts, Renovierung bezeichnet 1831, Stallscheune bezeichnet 1840, zweite Hälfte um Wohnhaus (Nr. 3) verlängert | BW                                      |
| Spodenkreuz                           | Gartenstraße, bei Nr. 2 Lage                 | 1802                               | Schaftkreuz, bezeichnet 1802 | Fotos hochladen                         |
| Wohnhaus                              | Hangenbach 11 Lage                           | 1782                               | Wohnhaus, bezeichnet 1782 | BW                                      |
| Hofanlage                             | Hauptstraße 10 Lage                          | 19. Jahrhundert                    | Drei- oder Vierseithof, 19. Jahrhundert; stattliches Wohnhaus, 1810, Wirtschaftsgebäude bezeichnet 1869 | BW                                      |
| Quereinhaus                           | Hauptstraße 12 Lage                          | 1809                               | Quereinhaus, bezeichnet 1809 | BW                                      |
| Hofanlage                             | Hauptstraße 21 Lage                          | 1842                               | Streckhof; Wohnhaus auf hohem Kellergeschoss, bezeichnet 1842, erweitertes Wirtschaftsgebäude | BW                                      |
| Friedhofskreuz                        | Im Brückenpesch, auf dem Alten Friedhof Lage | 1875                               | Sockelkreuz, bezeichnet 1875 | BW                                      |
| Paulskapelle                          | Im Bungert Lage                              | 1821                               | Rechteckbau, bezeichnet 1821, zweitverwendetes Fenster, 16. oder 17. Jahrhundert | weitere Bilder Fotos hochladen          |
| Portal                                | Im Bungert, an Nr. 3 Lage                    | 1806                               | Eingangsachse, barocke und klassizistische Motive, bezeichnet 1806 | BW                                      |
| Wohnhaus                              | Im Bungert, an Nr. 8 Lage                    | 1761                               | die drei linken Achsen des Wohnhauses original, bezeichnet 1761 | BW                                      |
| Katholische Pfarrkirche St. Margareta | Im Fronhof 5 Lage                            | 1865                               | neugotischer Kleinquadermauerwerksbau; dreischiffige Halle und Chor, 1865, Architekt Dombaumeister Reinhold Wirtz, Trier, Langhaus 1969–71, Architekt Peter Böhr, Trier; mit Ausstattung; auf dem Kirchhof Architekturteile des im Zweiten Weltkrieg zerstörten spätgotischen Langhauses; zwei Pfarrergrabsteine, um 1788 und um 1806, Reste weiterer Grabsteine | weitere Bilder Fotos hochladen          |
| Pfarrhaus                             | Im Fronhof 7 Lage                            | um 1905                            | ehemalige Lateinschule bzw. Pfarrhaus; späthistoristischer villenartiger Halbwalmdachbau, um 1905, barocker Nebeneingang Spolie von 1758 | weitere Bilder Fotos hochladen          |
| Portal                                | Im Kiemen, an Nr. 7                          | 1802                               | aufwändiges Oberlichtportal, spätbarocke und Louis-Seize-Motive, bezeichnet 1802 | Direkt Bild zu diesem Denkmal hochladen |
| Hofanlage                             | Schulstraße 1 Lage                           | Mitte des 19. Jahrhunderts         | Streckhof, Mitte des 19. Jahrhunderts | BW                                      |
| Ehlenhof                              | nordwestlich des Ortes Lage                  | 1842                               | eineinhalbgeschossiges Quereinhaus mit Backofenvorbau, bezeichnet 1842 | BW                                      |
| Kapelle                               | südöstlich des Ortes an der L 4 Lage         | 1615                               | Kapelle; fensterloser Rechteckbau, 1615 erstmals erwähnt | weitere Bilder Fotos hochladen          |
| Lehmkaulenkreuz                       | südöstlich des Ortes auf der L 4 Lage        | um 1818                            | Schaftkreuz, um 1818 | weitere Bilder Fotos hochladen          |
| Steffelskreuz                         | südöstlich des Ortes auf der L 4 Lage        | zweite Hälfte des 18. Jahrhunderts | Schaftkreuz, bezeichnet 1885, Abschlusskreuz wohl noch aus der zweiten Hälfte des 18. Jahrhunderts | Fotos hochladen                         |